# حفظ الأسماك

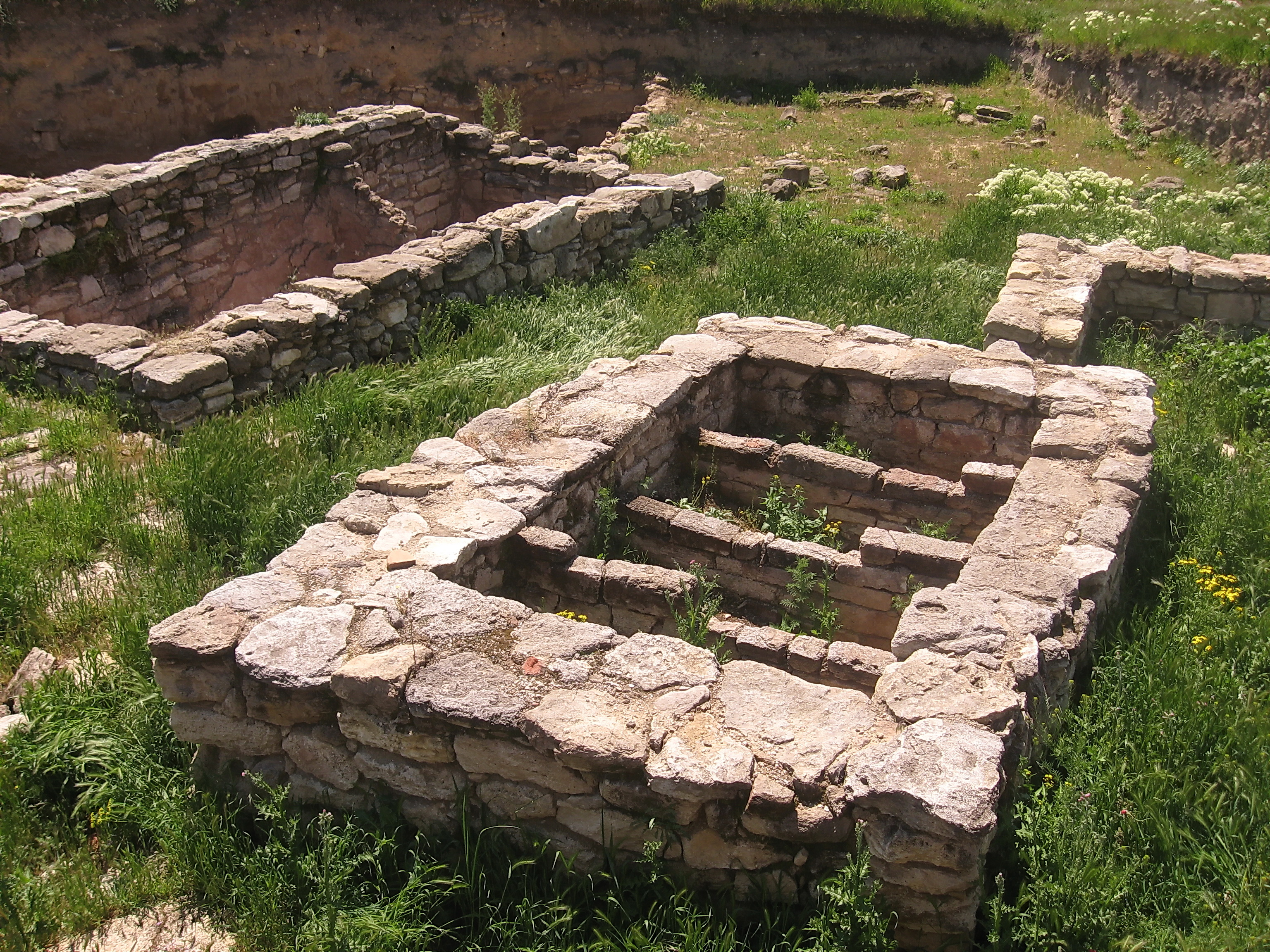
حوض قديم لحفظ الأساك في تيريتاك، القرم

شملت الطرق القديمة للحفاظ على الأسماك التجفيف والتمليح والتخليل والتدخين. كل هذه التقنيات لا تزال تستخدم اليوم.ولكن اتخذت التقنيات الأكثر حداثة كالتجميد والتعليب أهمية كبيرة.

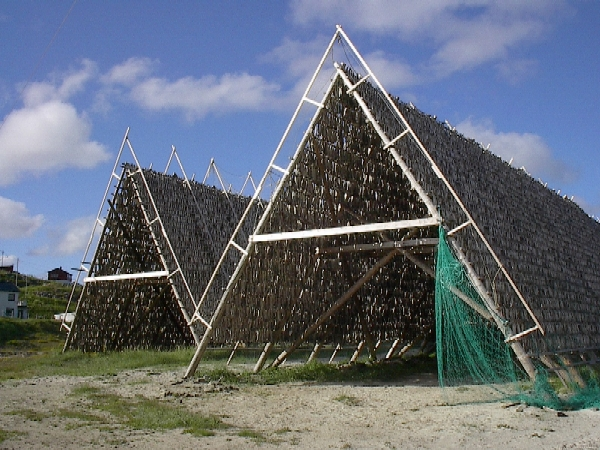
رف لتجفيف الأسماك في النرويج

تكون عملية علاج الأسماك عن طريق التجفيف والتمليح والتدخين والتخليل، أو عن طريق دمج هذه العمليات التي تم استخدامها منذ العصور القديمة. فكان يتم تمليح الأسماك على المراكب الشراعية في العادة على الفور لمنع تلفها؛ أما في الوقت الحالي لوجود قوارب أسرع، فأنها تجلب الأسماك الغير مملحة. علاوة على ذلك قد حلت أساليب التجميد والتعليب الحديث إلى حد كبير محل الطرق القديمة للحفظ. تعالج عادة الأسماك التي تم تنظيفها وتنقيتها أولًا تُملح الأسماك عن طريق تعبئتها في طبقات من الملح أو عن طريق الغمر في المحلول الملحي. ومن السمك المملح على نطاق واسع: القد والرنجة والماكريل وسمك الحدوق. ويحفظ التدخين الأسماك عن طريق التجفيف بترسب مكونات الكريوزوت، وعندما تكون الأسماك قريبة من المصدر الذي تنطلق منه الحرارة، فتخترق الحرارة السمكة وتدخن. وعادة ما يتم تدخين الرنجة وسمك الحدوق. و نجد أنواع من الرنجة، منها الرنجة المقطعة أو المقسمة، وهناك الرنجة الكاملة المملحة والمدخنة. أما السردين، البلكاردس، والأنشوجة هي أسماك صغيرة من نفس عائلة الرنجة، وغالبًا ما يتم تمليحها وتدخينها ثم حفظها في الزيت. تجفف الأسماك تحت ظروف الحرارة والرطوبة وسرعة الهواء، وحيث أن المنتج المجفف لا يفتح الشهية نسبيًا ويدخل عملية الإمهاء (الاماهة)، فإن طرق الحفظ الأخرى شائعة أكثر.

## التاريخ
في الماضي، كانت سفن الصيد مقيدة بعنصر الزمن والمسافة، حيث أن لصيد يجب أن يعاد إلى الميناء قبل أن يفسد ويصبح عديم القيمة. أدى تطوير تكنولوجيات التبريد والتجميد إلى تحويل وتغيير صناعة الصيد التجارية: فقد تكون سفن الصيد أكبر حجمًا، تمضي مزيدًا من الوقت بعيدًا عن الميناء، وبالتالي يتثنى لها الوصول إلى الأرصدة السمكية على مسافة أكبر بكثير. كما يسمح التبريد والتجميد بتوزيع المصيد (ما تم اصطياده) على الأسواق الداخلية، للوصول إلى العملاء الذين لم يكن بإمكانهم الوصول إلى أسماك البحر المجففة أو المملحة من قبل.
كما كان للتعليب الذي تم تطويره خلال القرن التاسع عشر تأثير كبير على صيد الأسماك عن طريق السماح بمصائد الأسماك الموسمية التي ربما تكون بعيدة عن مراكز كبيرة من السكان لاستغلالها. على سبيل المثال: السردين المعلب.
لذلك هناك حاجة إلى تقنيات الحفظ لمنع تلف الأسماك وإطالة مدة الصلاحية. وهذه التقنيات مصممة لتثبيط نشاط البكتيريا المسببة للتلف والتغيرات الأيضية التي تؤدي إلى فقدان جودة الأسماك. والبكتيريا المسببة للتلف هي البكتيريا التي تنتج الروائح الكريهة والنكهات المرتبطة بالأسماك الفاسدة. تستضيف الأسماك عادة العديد من البكتيريا التي لا تكون البكتيريا المسببة للتلف، ومعظم البكتيريا الموجودة على الأسماك الفاسدة لا تلعب أي دور في عملية التلف. لكي تزدهر، تحتاج البكتيريا إلى درجة الحرارة المناسبة، ما يكفي من الماء والأكسجين، ويجب أن تكون البيئة المحيطة بها غير حمضية. لذلك تعمل تقنيات الحفظ من خلال قطع عنصر واحد أو أكثر من العناصر والاحتياجات السالف ذكرها.
يمكن تصنيف تقنيات الحفظ على النحو التالي:

## تنظيم درجة الحرارة

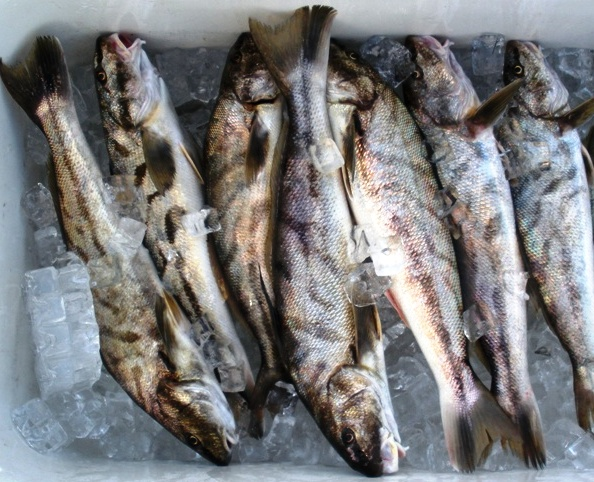
يحافظ الثلج على الأسماك وتمتد لفترة الصلاحية عن طريق خفض درجة الحرارة ز

إذا انخفضت درجة الحرارة، يمكن تقليل أو إيقاف نشاط الاستقلاب في الأسماك من العمليات الميكروبية أو الحرآية. يتحقق ذلك عن طريق التبريد حيث تنخفض درجة الحرارة إلى حوالي صفر درجة مئوية، أو التجميد حيث تنخفض درجة الحرارة إلى أقل من -18 درجة مئوية. على سفن الصيد، يتم تبريد الأسماك ميكانيكيًا عن طريق تدوير الهواء البارد أو عن طريق تعبئة الأسماك في صناديق بها جليد. عادة ما يتم تبريد الأسماك العلفية، التي غالبًا ما يتم صيدها بأعداد كبيرة، بمياه بحر مبردة. وبمجرد تبريدها أو تجميدها، تحتاج الأسماك إلى مزيد من التبريد للحفاظ على درجة الحرارة المنخفضة. وهناك مشكلات رئيسية في تصميم وإدارة مخازن تخزين الأسماك الباردة، مثل مدى كفاءتها في استخدام الطاقة، والطريقة التي يتم بها عزلها وترتيبها.
و من الطرق فعالة للحفاظ على نضارة الأسماك طريقة التبريد بالثلج عن طريق توزيع الثلج بشكل موحد حول الأسماك. إنها طريقة تبريد آمنة تحافظ على رطوبة الأسماك وفي شكل مخزّن بسهولة ومناسب للنقل. ولقد أصبحت مستخدمة على نطاق واسع منذ تطوير التبريد الميكانيكي، مما يجعل الثلج سهل ورخيص الإنتاج. يُنتَج الثلج بأشكال مختلفة؛ ويُستخدَم الثلج المسحوق والجليد والرقائق والأنابيب والكتل عادة لتبريد الأسماك. ويُعَد الجليد الطين فعال بشكل خاص، فهو مصنوع من البلورات الصغيرة جدًا والتي تم تشكيلها في محلول من الماء مثل الملح العادي.
وتم التوصل إلى التطور الأحدث هو تكنولوجيا الجليد المضغوط. يتدفق الجليد القابل للضغط مثل الماء، لتجانسه، فإنه يبرد الأسماك أسرع من الثلج الصلب ويقضي على حروق الناتجة عن التجميد. فيتوافق الجليد المضغوط مع معايير السلامة الغذائية والصحة العامة HACCP وISO، ويستخدم طاقة أقل من تكنولوجيات الثلج الصلبة التقليدية.

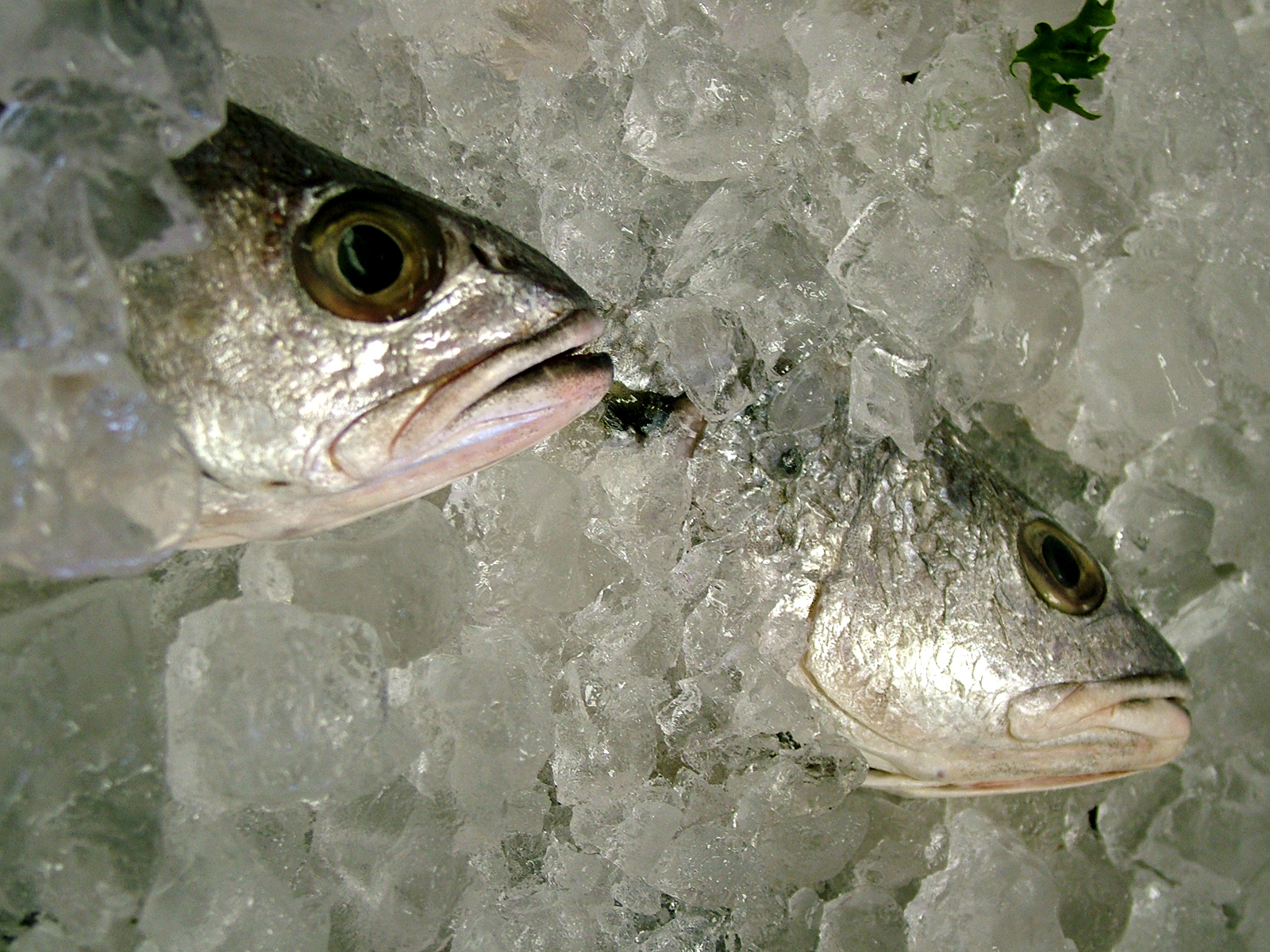
أسماك معبأة في الجليد

## السيطرة على النشاط المائي

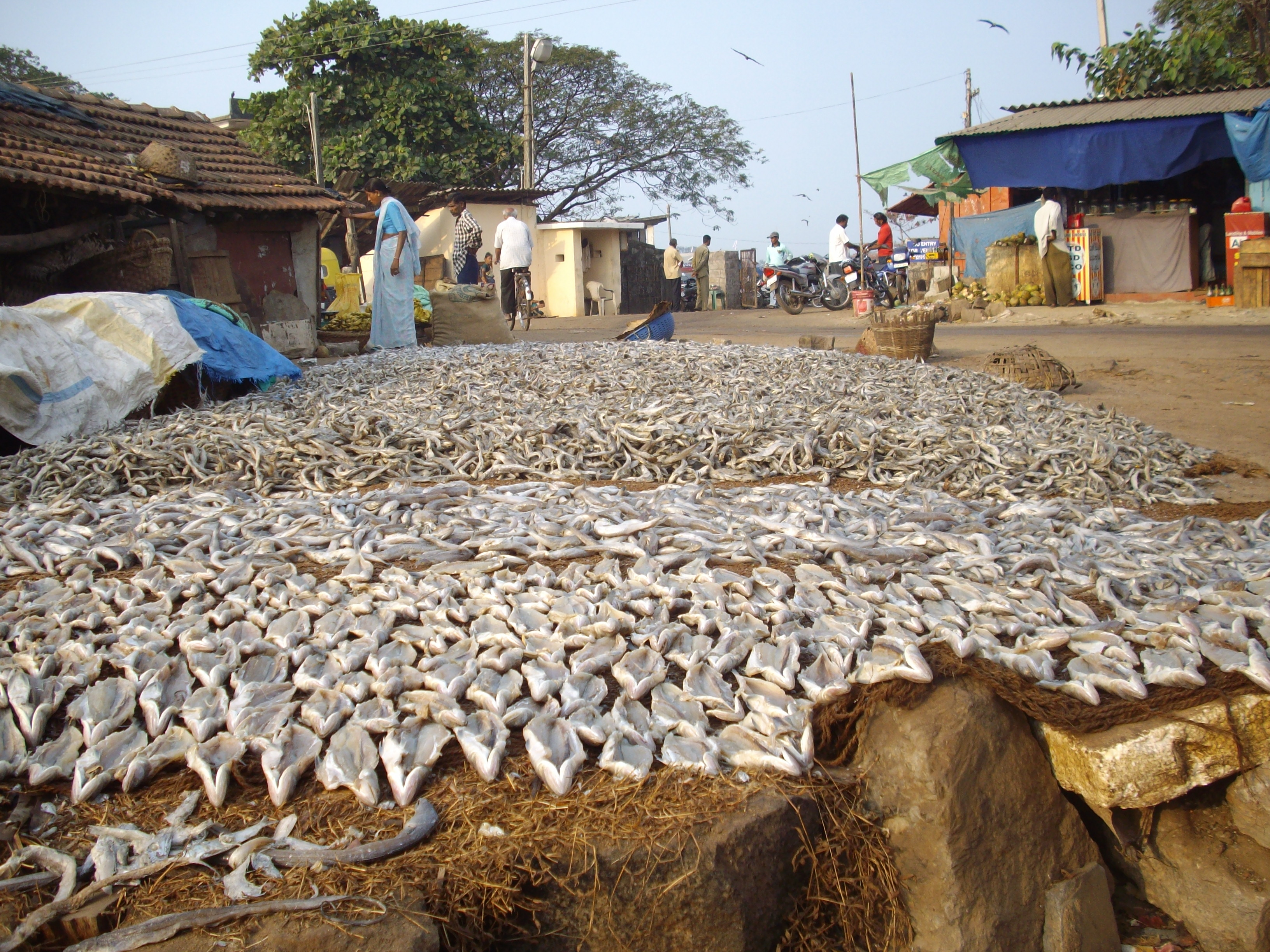
"ميناء صيد مالبي"- تجفيف الأسماك المملحة خارج الميناء.

يتم تعريف النشاط المائي في الأسماك على أنه نسبة ضغط بخار الماء في لحم السمك لتعادل ضغط بخار الماء النقي عند نفس درجة الحرارة والضغط. و يتراوح ما بين صفر وواحد، وهو مقياس يُقاس عليه مدى توفر الماء في لحم السمك. والمياه ضرورية للتفاعلات الميكروبية والإنزيمية التي تدخل ضمن تلف أو فساد السمك. كان في الماضي، يتم استخدام تقنيات مثل التجفيف والتمليح والتدخين، واستخدمت هذه التقنيات التقليدية لآلاف السنين. يمكن أن تكون هذه التقنيات بسيطة للغاية، على سبيل المثال باستخدام التجفيف الشمسي (تحت أشعة الشمس). في الآونة الأخيرة، تمت إضافة تقنية التجفيف بالتجميد والمعدات الاوتوماتيكية بالكامل التي تتحكم في درجة الحرارة والرطوبة. و في كثير من الأحيان يتم استخدام مزيج أو توليفات من هذه التقنيات.

## المكافحة الفيزيائية للأحمال الميكروبية
يمكن استخدام الإشعاع الحراري أو المؤين لقتل البكتيريا التي تسبب التحلل. و يتم إنتاج وإطلاق الحرارة عن طريق الطهي أو التسخين أو بالاشعاعات الموجية للميكرويف، فتسبب تعقيم أو بسترة المنتجات السمكية. ولكن لا يؤدي الطهي أو البسترة إلى تثبيط الكائنات الدقيقة تمامًا وقد يلزم تبريدها بعد ذلك للحفاظ على المنتجات السمكية وزيادة مدة صلاحيتها. و على صعيد أخر، تكون المنتجات المعقمة مستقرة عند درجات حرارة محيطة تصل إلى 40 درجة مئوية، ولكن للتأكد من أنها تظل معقمة، فإنها تحتاج إلى تعبئة في علب معدنية أو أكياس مقاومة قبل معالجتها حراريًا.

## المكافحة الكيميائية للأحمال الميكروبية
يمكن تثبيط النمو الميكروبي وانتشاره بواسطة تقنية تسمى الحفظ الحيوي (الحفظ البيولوجي). ويتحقق الحفظ البيولوجي بإضافة مضادات الميكروبات أو عن طريق زيادة حموضة العضلات السمكية. حيث تتوقف معظم البكتيريا عن التكاثر عندما يكون الأس الهيدروجيني أقل من 4.5. وتزداد الحموضة عن طريق التخمر أو التسمين أو بإضافة الأحماض (الخليك، الليمون، اللاكتيك) مباشرة إلى المنتجات السمكية. تنتج بكتيريا حمض اللاكتيك النيسين المضاد للميكروبات مما يعزز الحفاظ عليه. وتشمل المواد الحافظة الأخرى مواد كالنتريت، والكبريتات، والسوربات، والبنزوات والزيوت العطرية.

## التحكم في انخفاض الاوكسجين
عادة ما تحتاج البكتيريا المسببة للتلف وأكسدة الدهون إلى الأكسجين، وبالتالي فإن تقليل الأكسجين حول الأسماك يمكن أن يزيد من عمرها الافتراضي. ويتم ذلك عن طريق التحكم في الغلاف الجوي المحيط بالأسماك أو تعديله، أو عن طريق التعبئة الفراغية. تحتوي الأجواء أو البيئة المتحكم فيها أو المعدلة على توليفات محددة من الأكسجين وثاني أكسيد الكربون والنيتروجين، وغالبًا ما يتم ضم هذه الطريقة مع التبريد للحفاظ على الأسماك بشكل أكثر فعالية.

## التقنيات الممزوجة معًا

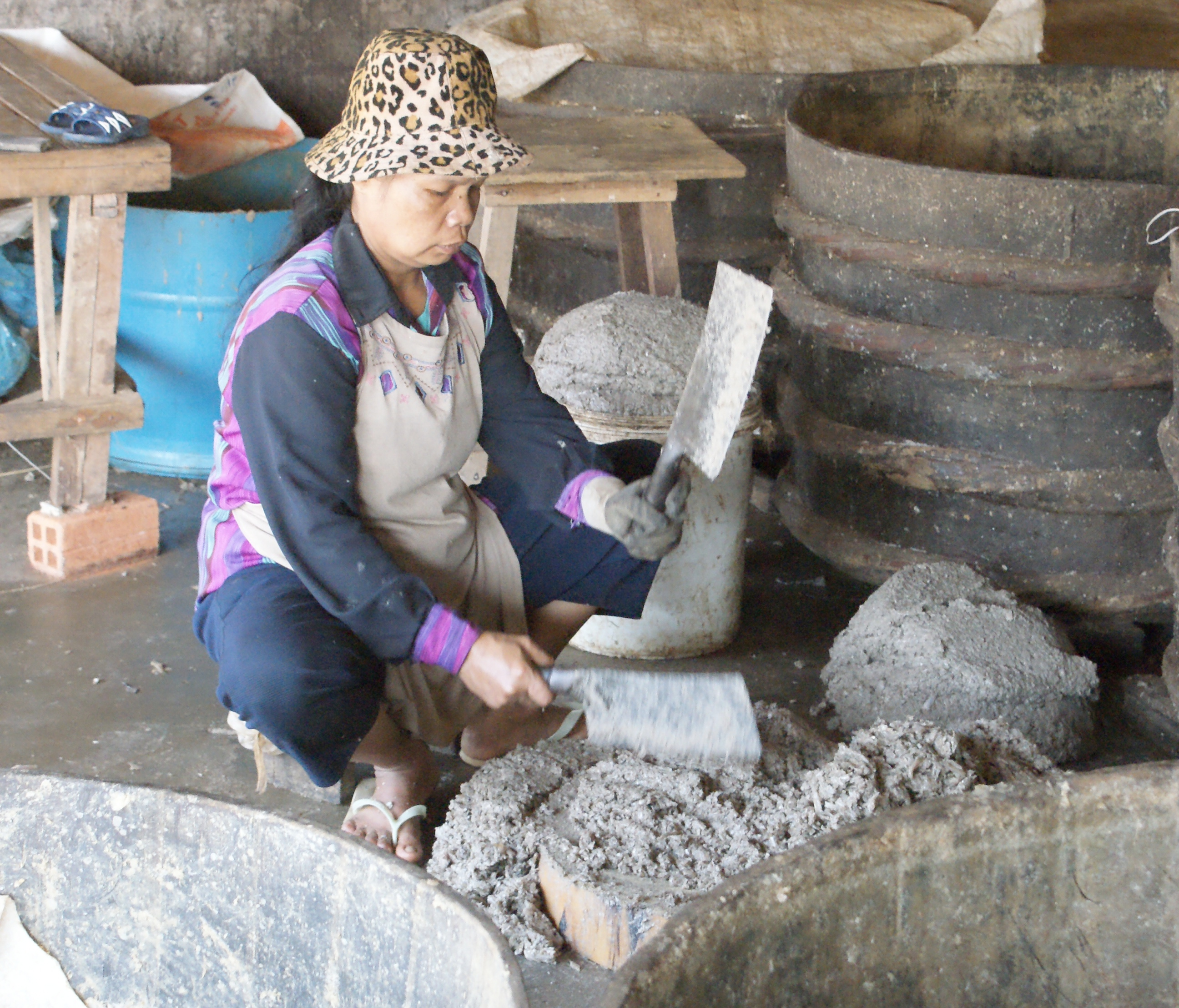
صنع معجون السمك في كمبوديا

عادة ما يتم الجمع بين اثنين أو أكثر من هذه التقنيات. هذا يمكن أن يحسن الحفظ ويقلل الآثار الجانبية غير المرغوب فيها مثل تشويه المغذيات بسبب المعالجة الحرارية الشديدة. التوليفات الشائعة هي التمليح / والتجفيف، التمليح / التدخين، التجفيف / التدخين، البسترة / التبريد والتحكم في الجو / التبريد.

## معرض صور

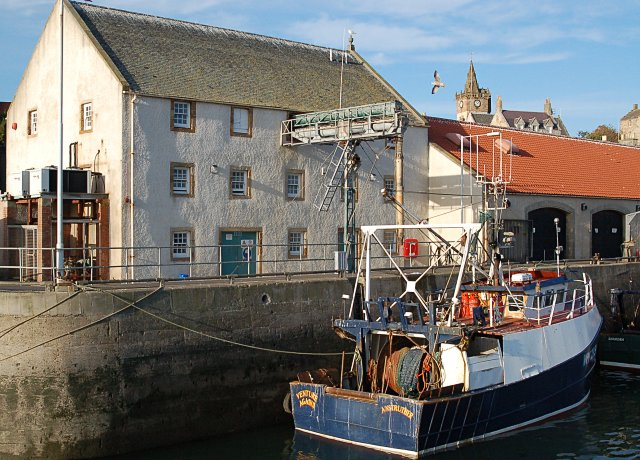
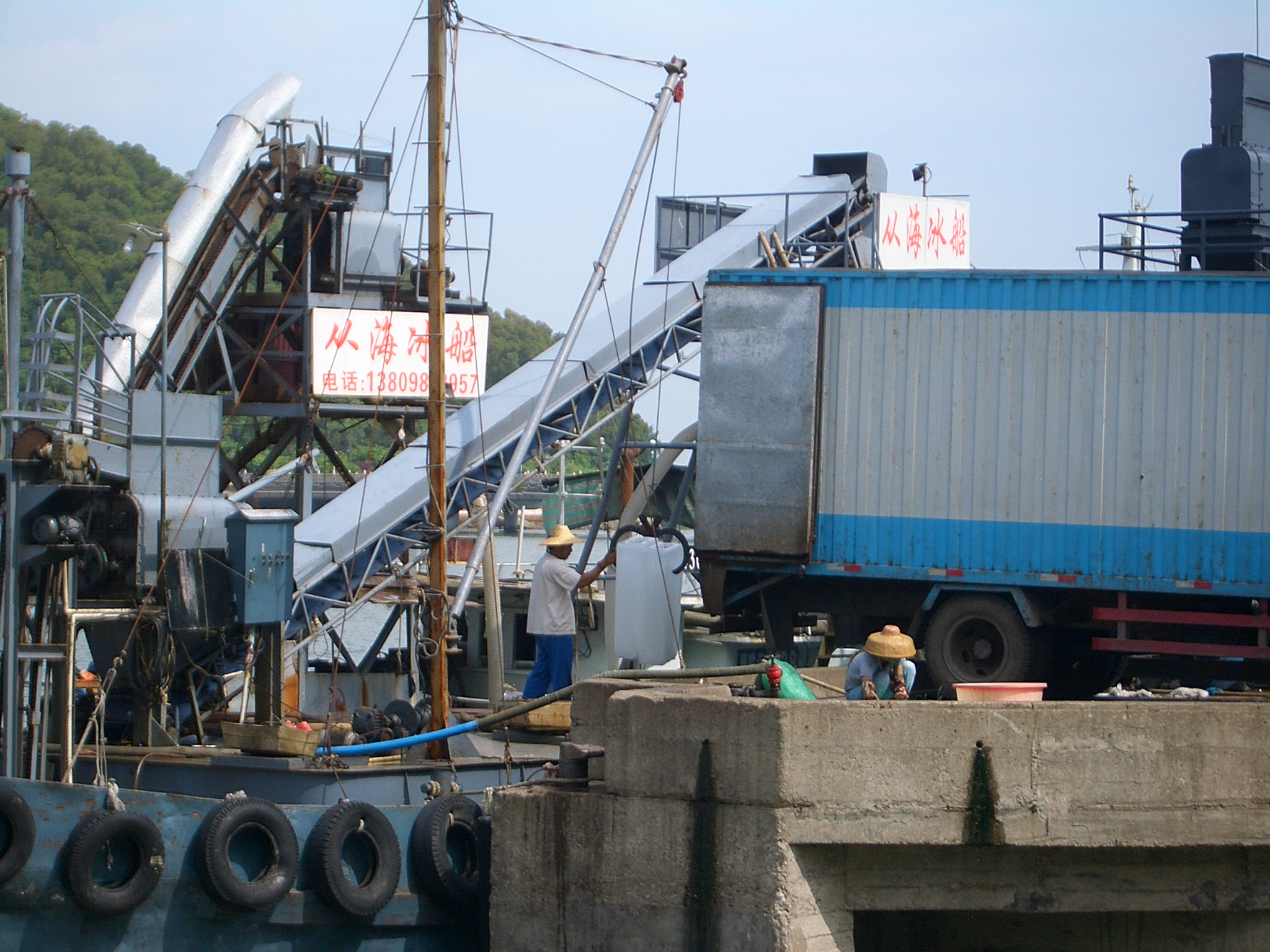
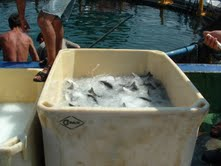